# Eric Bogosian
Eric Bogosian (Woburn, Massachusetts, 24 d'abril de 1953) és un actor, dramaturg i guionista estatunidenc d'origen armeni. La seva obra de teatre Talk Radio va ser adaptada al cinema el 1988 per Oliver Stone i també ha estat adaptada al català com a Trucades a mitjanit, obra dirigida per Pere Planella (1991).
L'any 1989 va guanyar l'Os d'Or a la millor interpretació individual al Festival Internacional de Cinema de Berlín; l'any anterior havia estat nominat a l'Independent Spirit Award al millor actor.

## Filmografia
Com a actor, ha aparegut en diverses pel·lícules, entre les quals hi ha:
- Efectes especials (1984)
- Talk Radio (1988)
- Witch Hunt HBO (1994)
- Dolores Claiborne (1995)
- Alerta màxima 2 (Under Siege 2: Dark Territory) (1995)
- Deconstructing Harry (1997)
- Gossip (2000)
- Igby Goes Down (2001)
- Ararat (2002)
- Scrubs: sèrie de televisió; segona temporada (2003)
- Els àngels de Charlie: Al límit (Charlie's Angels: Full Throttle) (2003)
- Wonderland (2003)
- King of the Corner (2004)
- Heights (2004)
- Blade: Trinity (2004)
- Cadillac Records (2008)
- Don't Go in the Woods (2010)
- Rebel in the Rye (2017)